# Basketball Bundesliga de 1971–72
A Temporada 1971–72 da Basketball Bundesliga foi a 6.ª edição da principal competição de basquetebol masculino na Alemanha. A equipe do TuS 04 Leverkusen de Renânia do Norte-Vestfália conquistou o seu terceiro título nacional.

## Equipes participantes
| Norte                  | Norte       | Sul               | Sul         |
| Clube                  | Localização | Clube             | Localização |
| ---------------------- | ----------- | ----------------- | ----------- |
| TuS 04 Leverkusen      | Leverkusen  | MTV 1846 Giessen  | Giessen     |
| VfL Osnabrück          | Osnabruque  | USC München       | Munique     |
| SSV Hagen              | Hagen       | USC Heidelberg    | Edelberga   |
| Berliner SV 1892       | Berlim      | 1. FC 01 Bamberg  | Bamberga    |
| MTV Wolfenbüttel       | Volfembutel | FC Bayern München | Munique     |
| Hamburger TB           | Hamburgo    | USC Mainz         | Mogúncia    |
| SGN Essen/RuWa Dellwig | Essen       | SV Möhringen      | Estugarda   |
| ASV Köln               | Colônia     | BC Darmstadt      | Darmstadt   |

## Classificação Fase Regular

### Grupo Norte
| Pos. | Clube                  | Pts   | Pts+ : Pts- | Classificação                   |
| ---- | ---------------------- | ----- | ----------- | ------------------------------- |
| 1    | TuS 04 Leverkusen      | 27:1  | 1388:942    | Classificados para segunda fase |
| 2    | VfL Osnabrück          | 23:5  | 1201:1030   | Classificados para segunda fase |
| 3    | SSV Hagen              | 15:13 | 995:1024    | Classificados para segunda fase |
| 4    | Berliner SV 1892       | 14:14 | 1089:1181   | Classificados para segunda fase |
| 5    | MTV Wolfenbüttel       | 10:18 | 975:1010    |                                 |
| 6    | Hamburger TB           | 10:18 | 1062:1200   |                                 |
| 7    | SGN Essen/RuWa Dellwig | 9:19  | 990:1095    | Rebaixados                      |
| 8    | ASV Köln               | 4:24  | 901:1119    | Rebaixados                      |

### Grupo Sul
| Pos. | Clube             | Pts   | Pts+ : Pts- | Classificação                   |
| ---- | ----------------- | ----- | ----------- | ------------------------------- |
| 1    | MTV 1846 Giessen  | 26:2  | 1348:1005   | Classificados para segunda fase |
| 2    | USC München       | 17:11 | 1161:1029   | Classificados para segunda fase |
| 3    | USC Heidelberg    | 17:11 | 1152:984    | Classificados para segunda fase |
| 4    | 1. FC 01 Bamberg  | 17:11 | 1129:1053   | Classificados para segunda fase |
| 5    | USC Mainz         | 14:14 | 1140:1172   |                                 |
| 6    | FC Bayern München | 14:14 | 1155:1150   |                                 |
| 7    | SV Möhringen      | 7:21  | 1103:1252   |                                 |
| 8    | BC Darmstadt      | 0:28  | 948:1491    | Rebaixados                      |

## Grupos de quartas de finais

### Grupo A
| Pos. | Clube            | V | D | Pts  | Pts+ : Pts- | Classificação               |
| ---- | ---------------- | - | - | ---- | ----------- | --------------------------- |
| 1    | MTV 1846 Giessen | 5 | 1 | 10:2 | 531:427     | Classificados para Playoffs |
| 2    | VfL Osnabrück    | 4 | 2 | 8:4  | 481:464     | Classificados para Playoffs |
| 3    | USC Heidelberg   | 2 | 4 | 4:8  | 483:462     |                             |
| 4    | Berliner SV 1892 | 1 | 5 | 2:10 | 426:568     |                             |

### Grupo B
| Pos. | Clube             | V | D | Pts  | Pts+ : Pts- | Classificação               |
| ---- | ----------------- | - | - | ---- | ----------- | --------------------------- |
| 1    | TuS 04 Leverkusen | 6 | 0 | 12:0 | 599:425     | Classificados para Playoffs |
| 2    | USC München       | 4 | 2 | 8:4  | 478:484     | Classificados para Playoffs |
| 3    | 1. FC 01 Bamberg  | 2 | 4 | 4:8  | 435:531     |                             |
| 4    | SSV Hagen         | 0 | 6 | 0:12 | 432:504     |                             |

## Playoffs
|  |    |                   |                  |    |     |     |    |                   |    |    |     |  |
|  |    |                   |                  |    |     |     |    |                   |    |    |     |  |
|  | A2 | VfL Osnabrück     | 79               | 81 | 160 |     |    |                   |    |    |     |  |
|  | B1 | TuS 04 Leverkusen | 97               | 92 | 189 |     |    |                   |    |    |     |  |
|  |    |                   |                  |    |     |     | B1 | TuS 04 Leverkusen | 80 | 70 | 150 |  |
|  |    | A1                | MTV 1846 Giessen | 75 | 67  | 142 |    |                   |    |    |     |  |
|  | B2 | USC München       | 79               | 76 | 155 |     |    |                   |    |    |     |  |
|  | A1 | MTV 1846 Giessen  | 83               | 90 | 173 |     |    |                   |    |    |     |  |

## Campeões da Basketball Bundesliga (BBL) 1971–72
| Campeões da BBL 1971–72      |
| ---------------------------- |
| TuS 04 Leverkusen 3.º título |

## Clubes alemães em competições europeias
| Clube             | Competição         | Resultado                                                            |
| ----------------- | ------------------ | -------------------------------------------------------------------- |
| TuS 04 Leverkusen | Copa dos Campeões  | Eliminado na Segunda Fase por Real Madrid (77-84;63-113)             |
| USC München       | Copa Korać         | Eliminado na Fase de Quartas de Finais por OKK Beograd (71-79;46-83) |
| USC Mainz         | FIBA Copa Europeia | Eliminado na Primeira Fase por Fides Napoli (49-82;71-82)            |